# Göteborgs universitet

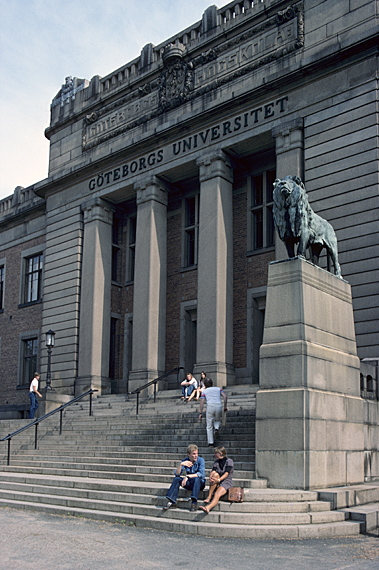
Entréfasaden i sen nyklassisk stil.
Foto 1977.

Göteborgs universitet är ett svenskt statligt universitet i Göteborg som bildades 1954 ur det år 1891 grundade Göteborgs högskola samt det år 1949 grundade Göteborgs medicinska högskola. Universitetet har åtta fakulteter, enligt 2023 års årsredovisning finns 53 624 studenter, motsvarande 28 462 helårsstudenter, och 6 707 anställda, motsvarande 5 590 årsarbetare. Inom universitetet finns musik-, konst-, samhälls-, och naturvetenskap, humaniora, utbildningsvetenskap, lärarutbildning, IT, Handelshögskolan och Sahlgrenska akademin med medicin, vårdvetenskap och odontologi. Grundutbildningen sker nära forskningen, och studenterna möter därvid frekvent internationellt erkända forskare. År 2000 fick universitetets professor Arvid Carlsson nobelpriset i fysiologi eller medicin.
Lärosätet är ett av Sveriges främsta. Det rankades på plats 201 i världen i Times Higher Educations ranking av världens främsta lärosäten 2023.
Göteborgs universitet är miljöregistrerat enligt EMAS och miljöcertifierat enligt ISO 14001.
Huvudbyggnaden för Göteborgs universitet uppfördes i Vasaparken 1904-07 efter ritningar av arkitekterna Ernst Torulf och Erik Hahr. Byggnaderna ersatte de tidigare undervisningslokalerna vilka inrymdes i en före detta läroverksbyggnad. Huvudbyggnaden är statligt byggnadsminne sedan 18 mars 1993.

## Universitetsledningen
Rektor är universitetets chef och främste företrädare. Rektor leder universitetets verksamhet och ansvarar bland annat för att verkställa styrelsens beslut. Malin Broberg är rektor vid Göteborgs universitet sedan 1 juli 2023, med ett förordnande på sex år. Hon är professor i psykologi och har tidigare arbetat som dekan vid Samhällsvetenskapliga fakulteten vid Göteborgs universitet. Hennes forskning spänner över flera områden som hur det svenska välfärdssystemet fungerar för familjer med barn med funktionsnedsättningar, hur olika individer hanterar stress och hur skador på hjärnan påverkar barns utveckling. 
Prorektor är rektors ställföreträdare och förordnandet följer rektors. 
Universitetsdirektören är chef för den universitetsgemensamma förvaltningen och ingår i universitetsledningen samt rektors ledningsråd.

## Bakgrund till bildandet
- 1887, 10 november, beslöts i Göteborgs stadsfullmäktige med rösterna 35 mot 15, att en högskola skulle grundas i Göteborg
- 1891 högskolan startade med 7 ämnen inom den filosofiska fakulteten, samt följande professorskår: 
  - Filosofi - Vitalis Norström (före detta docent i Uppsala)
  - Historia och statskunskap - Ernst Carlson (före detta docent i Uppsala, rektor vid Göteborgs realläroverk)
  - Estetik samt litteratur- och konsthistoria - Karl Warburg (före detta docent i Uppsala och bibliotekarie i Göteborg)
  - Nordiska språk - Axel Kock (före detta docent i Lund). Skolans rektor januari-juli 1891.
  - Germanska språk - Hjalmar Edgren (före detta docent i Lund). Skolans rektor juli 1891-1893.
  - Romanska språk - Johan Vising (före detta docent i Uppsala och Lund). Skolans rektor 1899-1909.
  - Klassiska språk - Olof August Danielsson (före detta docent i Uppsala)

Dessa ämnen företräddes av 7 professorer och antalet studenter var från starten 15 men ökade redan under första terminen till 22 (varav 4 kvinnor). Verksamheten startade i en hyrd lokal i hörnet av Södra Vägen och Parkgatan (tidigare Realgymnasiet eller Schillerska skolan).
- 1893 beviljades högskolan examensrätt
- 1898 inrättas två nya professurer, i semitiska språk samt jämförande språkforskning och sanskrit
- 1901 inrättas professurer i nationalekonomi, geografi och etnografi, samt statskunskap med statistik
- 1902, 16 september, ägde den första doktorsdisputationen rum. Det var filosofie licentiat Adolf Wallerius som försvarade sin avhandling "Platon mot Protagoras och sensualismen".[9]
- 1904 erhöll högskolan rätt att anställa och bedöma akademiska disputationer
- 1904 två nya professurer, engelska språket och litteratur (utbruten från germanska språk) samt klassiska språk (grekiska utbruten från latin)
- 1907 erhöll högskolan full självständighet och likställighet med statsuniversiteten (Uppsala och Lund), dessutom invigdes universitetets byggnad i Vasaparken
- 1923 grundades Handelshögskolan i Göteborg
- 1949 startade Göteborgs medicinska högskola

## Historia
- Den 1 juli 1954 inrättades "Kungl. Universitetet i Göteborg" genom ett kungligt brev 4 juni samma år.[10] Det var genom en sammanslagning av Göteborgs högskola och Göteborgs medicinska högskola som universitetet förverkligades.
- 1950- och 1960-talen var en stark expansionstid för universitetet och antalet studerande ökade från cirka 500 i slutet av 1940-talet till cirka 21 000 i slutet av 1960-talet
- 1962 inrättades universitetets vetenskapliga skriftserie, Acta Universitatis Gothoburgensis. 16 institutioner är utgivare av serien.
- 1964 inrättades de humanistiska, samhällsvetenskapliga och naturvetenskapliga fakulteterna genom en uppdelning av den filosofiska fakulteten
- 1967 inrättades den odontologiska fakulteten
- 1971 införlivades Handelshögskolan i Göteborg med universitetet och blev en del av den samhällsvetenskapliga fakulteten
- 1977 i samband med högskolereformen införlivades ytterligare ett tiotal tidigare självständiga utbildningar i universitetet: Förskoleseminariet, Seminariet för huslig utbildning, Journalisthögskolan, Konstindustriskolan, Lärarhögskolan, Musikhögskolan, SIHUS (vårdlärarutbildning), Socialhögskolan, Statens Scenskola, SÄMUS (musiklärarutbildning) och Valands konstskola.
- 1998 blev Vårdhögskolan en del av Göteborgs universitet.
- Sahlgrenska akademin, universitetets fakultet för utbildning och forskning inom det hälsovetenskapliga området, bildades 1 juli 2001 genom en sammanslagning av de tre fakulteterna för medicin, odontologi och vårdvetenskap.
- 2015 invigdes Segerstedtinstitutet, en organisation mot våldsbejakande extremism, av statsminister Stefan Löfven.[11]
- 2023 flyttades fem av de naturvetenskapliga institutionerna till det nybyggda huset "Natrium" på Medicinareberget, beläget bredvid Sahlgrenska akademin.[12][13]

## Institutioner

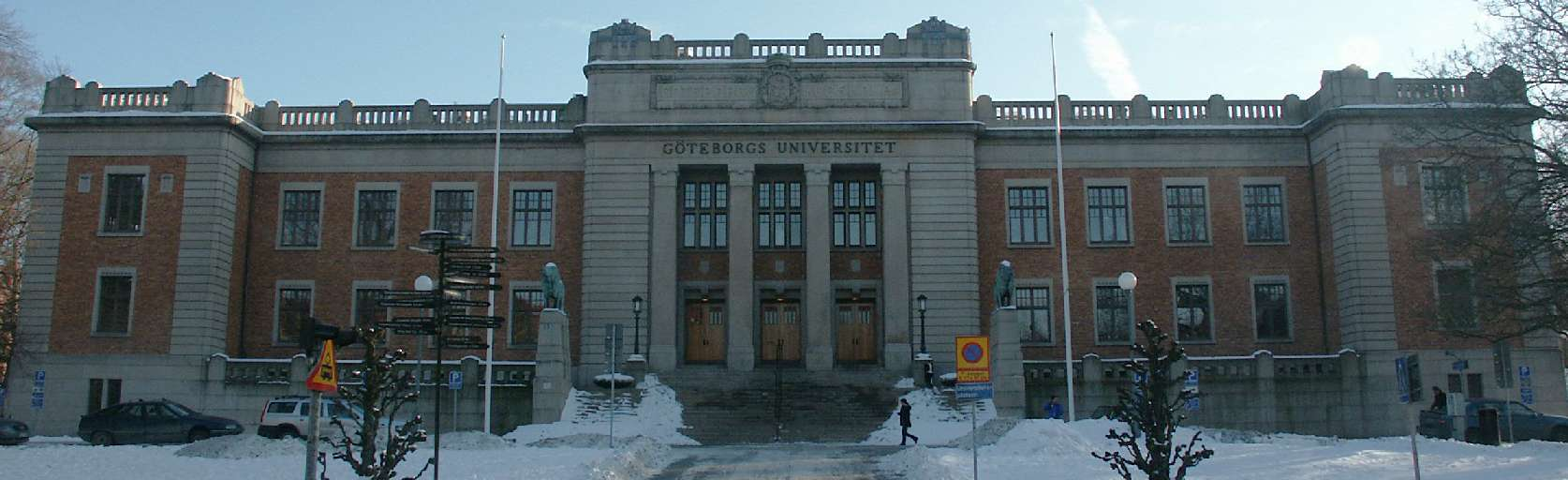
Göteborgs universitets huvudbyggnad för administration i Vasaparken, strax söder om Vasaplatsen.

| - Sahlgrenska akademin: - Institutionen för biomedicin - Institutionen för kliniska vetenskaper - Institutionen för medicin - Institutionen för neurovetenskap och fysiologi - Institutionen för odontologi - Institutionen för vårdvetenskap och hälsa - Naturvetenskapliga fakulteten: - Institutionen för biologi och miljövetenskaper - Institutionen för fysik - Institutionen för geovetenskaper - Institutionen för kemi och molekylärbiologi - Institutionen för kulturvård - Institutionen för marina vetenskaper - Institutionen för matematiska vetenskaper - Humanistiska fakulteten: - Institutionen för filosofi, lingvistik och vetenskapsteori - Institutionen för historiska studier - Institutionen för kulturvetenskaper - Institutionen för litteratur, idéhistoria och religion - Institutionen för språk och litteraturer - Institutionen för svenska, flerspråkighet och språkteknologi - Konstnärliga fakulteten - HDK-Valand, högskolan för konst och design - Högskolan för scen och musik | - Samhällsvetenskapliga fakulteten: - Institutionen för globala studier - Förvaltningshögskolan - Institutionen för journalistik, medier och kommunikation (JMG) - Psykologiska institutionen - Institutionen för socialt arbete - Institutionen för sociologi och arbetsvetenskap - Statsvetenskapliga institutionen - Handelshögskolan: - Institutionen för ekonomi och samhälle - Företagsekonomiska institutionen - Juridiska institutionen - Institutionen för nationalekonomi med statistik - Utbildningsvetenskapliga fakulteten - Institutionen för pedagogik och specialpedagogik (IPS) - Institutionen för pedagogik, kommunikation och lärande (IPKL) - Institutionen för didaktik och pedagogisk profession (IDPP) - Institutionen för kost- och idrottsvetenskap (IKI) - IT-Fakulteten (se även IT-universitetet i Göteborg) - Institutionen för data- och informationsteknik (D&IT) - Institutionen för tillämpad IT (ITIT) - Övriga - Göteborgs miljövetenskapliga centrum (GMV) - Nationellt Centrum för Matematikutbildning (NCM) - GU Ventures - Centrum för Hälsa och Prestation |

## Studentkårer
Studentkårerna vid Göteborgs universitet är samordnade i Göteborgs universitets studentkårer, GUS. 
Sedan 1 juli 2010 verkar följande kårer vid Göteborgs universitet.
- Göta studentkår (Göta)
- Handelshögskolans i Göteborg studentkår (HHGS)
- Sahlgrenska akademins studentkår (SAKS)
- Konstkåren (Konst)

## Personer

### Alumner och anställda
- Alumner från Göteborgs universitet
- Personer verksamma vid Göteborgs universitet [med wikipediasida]
- Personer verksamma vid Göteborgs universitet [utan wikipediasida]
  - Karin Aijmer (språk och litteratur)
  - Alvar Ellegård (engelska)
  - Göran Kjellberg (språk och litteratur)

### Rektorer
- HT 1891 Axel Kock (1851–1935)
- 1891–1893 Hjalmar Edgren (1840–1903)
- 1893–1899 Johannes Paulson (1855–1918)
- 1899–1909 Johan Vising (1855–1942)
- 1909–1914 Ludvig Stavenow (1864–1950)
- 1914–1931 Otto Sylwan (1864–1954)
- 1931–1936 Bernhard Karlgren (1889–1978)
- 1936–1951 Curt Weibull (1886–1991)
- 1946–1951 Axel Boëthius (1889–1969)
- 1951–1966 Hjalmar Frisk (1900–1984)
- 1966–1972 Bo Eric Ingelmark (1913–1972)
- 1972–1982 Georg Lundgren (1923–1982)
- 1982–1986 Kjell Härnqvist (1921–2006)
- 1986–1992 Jan S. Nilsson (1932–2010)
- 1992–1997 Jan Ling (1934–2013)
- 1997–2003 Bo Samuelsson (1942–)
- 2003–2006 Gunnar Svedberg (1947–)
- 2006–30 juni 2017 Pam Fredman (1950–)
- 1 juli 2017–30 juni 2023 Eva Wiberg (1958–)
- 1 juli 2023– Malin Broberg (1971–)